# Ion Vlădoiu
Ion Vlădoiu est un footballeur roumain né le 5 novembre 1968 à Călinești.

## Carrière
- 1987-1991 : FC Argeș Pitești  Roumanie
- 1990-1994 : Steaua Bucarest  Roumanie
- 1993-1995 : Rapid Bucarest  Roumanie
- 1995-1996 : Steaua Bucarest  Roumanie
- 1996-1998 : FC Cologne  Allemagne
- 1998-2000 : Dinamo Bucarest  Roumanie
- 1999-2000 : Kickers Offenbach  Allemagne
- 2000-2002 : Steaua Bucarest  Roumanie
- 2001-2002 : FC Argeș Pitești  Roumanie
- 2002-2003 : Universitatea Craiova  Roumanie
- 2002-2004 : FC Argeș Pitești  Roumanie
- 2003-2004 : UT Arad  Roumanie

## Palmarès

### En équipe nationale
- 28 sélections et 2 buts avec l'équipe de Roumanie entre 1992 et 2000[1].

### Steaua Bucarest
- Champion de Roumanie en 1993, 1996 et 2001
- Vainqueur de la Coupe de Roumanie en 1992 et 1996
- Vainqueur de la Supercoupe de Roumanie en 1994 et 1995

### Rapid Bucarest
- Finaliste de la Coupe de Roumanie en 1995